# Gaston Frédéric de Burggraff
Pour les articles homonymes, voir Burggraf.
Gaston Frédéric de Burggraff, né le 31 juillet 1857 à Dublin et mort le 14 juin 1910 à Paris, est un artiste peintre français.

## Biographie
Gaston Louis Frédéric de Burggraff est le fils de Louis Frédéric de Burggraff, consul de France à Izmir et Dublin, et de Charlotte Alix de Maupas.
Petit-fils de militaire et fils de diplomate, il suit aux Beaux-Arts de Paris à partir de 1882, des cours de peinture et d'architecture.
Élève de Fernand Cormon et de Paul Selmersheim, il expose au Salon de 1887 à 1910.
Peintre de paysage, il devient membre de la Société des artistes français et ingénieur civil. 
Il est récompensé par une mention honorable en 1891, d'une médaille de bronze à l'Exposition universelle de 1900, d'une médaille de troisième classe en 1901 et du Prix Raigecourt-Goyon en 1909.
Il meurt célibataire le 14 juin 1910 à l'âge de 42 ans.